# Tradeshift

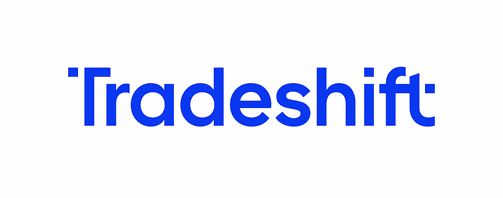
Logo

Tradeshift ist ein webbasiertes soziales Netzwerk für Unternehmen. Es gilt als die weltweit größte Handelsplattform für Unternehmen. Das Unternehmen verbindet mit seiner Business-to-Business-Plattform über 1,5 Mio. Unternehmen in etwa 190 Ländern (Stand: Januar 2018). Die schnelle Marktdurchdringung von Tradeshift beziehungsweise die rasche Annahme der angebotenen Dienste in der Geschäftswelt zog die Aufmerksamkeit internationaler Medien auf sich, darunter das Handelsblatt, das US-amerikanische Technologie-Magazin Wired und die Financial Times.

## Geschichte
Tradeshift wurde 2010 von Christian Lanng, Mikkel Hippe Brun und Gert Sylvest gegründet. Diese hatten zuvor die E-Business-Infrastruktur NemHandel für den Dänischen Staat aufgebaut und sind Initiatoren des PEPPOL-Projekts der EU. Diese Innovation wurde 2009 für die European eGovernment Awards nominiert. Skype-Investor Morten Lund ist Chairman of the Board.
Die Plattform war im Mai 2010 erstmals zugänglich und erreichte im Februar 2011 Unternehmen in 150 Ländern.
2013 eröffnete Tradeshift ein Forschungs- und Entwicklungszentrum in China. Die Europäische Kommission genehmigte im Jahr 2014 das Datenformat Universal Business Language (UBL) von Tradeshift für staatliche Einkäufe. Damit soll eine bessere Konnektivität von Regierungsbehörden und deren Lieferanten ermöglicht werden.
Zum 1. April 2017 erwarb Tradeshift aus San Francisco das IBX Business Network einschließlich der Portum-Lösung von Capgemini. Durch diesen Zusammenschluss der beiden Unternehmen wurde die weltweit größte Handelsplattform geschaffen, die rund 1,5 Mio. Unternehmen verbindet und mehr als 500 globale Unternehmen als Kunden zählt. In der Folge wurde zum 1. September 2017 der europäische Service Desk von Krakau an den Standort der Europa-Zentrale von Tradeshift in Bukarest verlegt. Das auf elektronische Auktionen und elektronische Ausschreibungen ausgelegte "Portum"-System wird unter diesem Namen betrieben.
Im Januar 2018 erreichte das Unternehmen etwa 190 Länder, in denen es über 1,5 Millionen Unternehmen verbindet. Laut Firmengründer Lanng sei in den nächsten Jahren ein Börsengang geplant.
Am 22. Januar 2018 gab Tradeshift den offiziellen Start von Tradeshift Frontiers bekannt. Bei Frontiers handelt es sich um ein Innovationslabor und Gründerzentrum mit dem Ziel, neu entstehende Technologien (wie Künstliche Intelligenz, die Distributed-Ledger-Technologie oder das Internet der Dinge) zu nutzen, um Business-Netzwerke, Lieferketten (Supply Chains) und den globalen Handel auf neue Chancen zu untersuchen und die unternehmerischen Strategien entsprechend anzupassen.

## Unternehmensstruktur

### Hauptsitz und weitere Niederlassungen
Tradeshift unterhält seinen Hauptsitz in San Francisco. Weitere Niederlassungen befinden sich in Kopenhagen, New York, London, Paris, Suzhou, Tokio, München, Frankfurt am Main, Sydney, Bukarest, Oslo, Stockholm und Kuala Lumpur.

### Geschäftsmodell und Kunden
Tradeshift dient dem Abwickeln von Geschäftsbeziehungen in digitaler Form, um beispielsweise sogenannte Elektronische Rechnungen zu ermöglichen. Das Unternehmen bietet Lösungen für Procure to Pay sowie die Beauftragung von Lieferanten und Finanzdienstleistungen. Daneben ermöglicht Tradeshift anderen Unternehmen die Entwicklung von Kunden- oder gewerblichen Apps auf seiner Handelsplattform für Unternehmen. Als plattform- und implementationsunabhängigen Austauschsprache wird die Universal Business Language verwendet. Zu Tradeshifts Kunden zählen mehr als 500 internationale Konzerne wie DHL, Air France-KLM Royal Dutch Airlines oder die britische Krankenversicherung National Health Service.
Daneben zählen laut einem Interview des Firmengründers Lanng mit dem Handelsblatt auch viele kleinere Unternehmen zu den Kunden. Für kleine deutsche Zulieferbetriebe sei es beispielsweise schwierig herauszufinden, wie sie die eigenen Produkte in China vertreiben oder wie sie mit größeren nordamerikanischen Unternehmen zusammenarbeiten können. Tradeshift ermögliche über seine Plattform die Vermittlung solcher und anderer Geschäftsbeziehungen im Business-to-Business-Bereich.

### Bewertung
Im Jahre 2016 wurde Tradeshift bei einer Finanzierungsrunde mit knapp einer halben Milliarde Dollar bewertet.

## Auszeichnungen
Das Unternehmen wurde von TechCrunch als Europas „Best Business or Enterprise Startup 2010“ ausgezeichnet.

## Sonstiges
Zitate über Tradeshift
Der Unternehmensgründer Christian Lanng nennt „Tradeshift“:

„Ein Facebook für Unternehmen.“

Laut Handelsblatt vom 16. August 2017 sei dieser Vergleich durchaus zutreffend.